# Satsang
Satsang (sanskr., av sat, "sant", och sanga, "umgänge"), betecknar i den indiska filosofin den särskilt i advaita vedanta betonade strävan efter insikt genom gemensamt lyssnande, gemensam eftertanke, meditation, recitation och kontemplation, ofta i sammankomster med en mästare eller lärare.
Under en satsang ställs i allmänhet frågor av deltagare som kan ses som lärjungar och frågorna besvaras av läraren. Det förekommer också att läraren håller kortare betraktelser eller föredrag.